# Hydroglyphus capitatus
Hydroglyphus capitatus är en skalbaggsart som först beskrevs av Régimbart 1895.  Hydroglyphus capitatus ingår i släktet Hydroglyphus och familjen dykare. Inga underarter finns listade i Catalogue of Life.